# Oppositionsråd
Oppositionsråd är i Sverige en titel för en politiker inom kommun eller region som representerar den politiska oppositionen och som har ett förtroendeuppdrag på heltid eller betydande del av heltid. Titeln kan användas formellt istället för kommunalråd eller användas informellt om oppositionspolitiker som har titeln kommunalråd.
Oppositionsrådet är ofta vice ordförande i kommunstyrelsen. I de fall där det förekommer mer än ett oppositionsråd är de övriga ofta gruppledare i kommunstyrelsen för ett av de andra oppositionspartierna. Ett oppositionsråd ska garantera samtliga partier i den politiska oppositionens insyn och goda arbetsmöjligheter, således företräder denne inte bara sitt eget parti utan samtliga oppositionspartier i sin roll som oppositionsråd. Oppositionsrådets arbetsuppgift är att företräda oppositionen i olika sammanhang samt att ta emot, vidarebefordra och förankra information till samtliga oppositionspartierna. 